# Julie Behr
Pour les articles homonymes, voir Behr.
Julie Behr (née en 1843 à Berlin ; décédée après 1873) était une peintre prussienne. Elle a peint des portraits et des scènes de genre. Elle était aussi écrivaine et traductrice.

## Biographie
La vie de Julie Behr est peu connue. On sait qu'après 1843 elle a émigré de Berlin à Londres avec sa famille. Puis elle est allée à Paris, où son séjour est attesté d'environ 1858 à 1864. À Paris, elle a été l'élève d'Ary Scheffer. Après 1864, elle est allée en Belgique. À Anvers, elle s'est formé auprès de Nicaise de Keyser et à Bruxelles auprès de Louis Gallait. Elle est retournée à Londres avant 1873.

## Œuvres (sélection)
- Faust (d'après Ary Scheffer), 1860, localisation inconnue
- Gretchen à la roue (d'après Ary Scheffer), 1860, localisation inconnue